# NGC 1370
NGC 1370 is een elliptisch sterrenstelsel in het sterrenbeeld Eridanus. Het hemelobject werd op 21 september 1786 ontdekt door de Duits-Britse astronoom William Herschel.

## Synoniemen
- PGC 13265
- ESO 548-48
- MCG -3-10-13
- IRAS03330-2032